# اتخاذ القرار الطبي المشترك

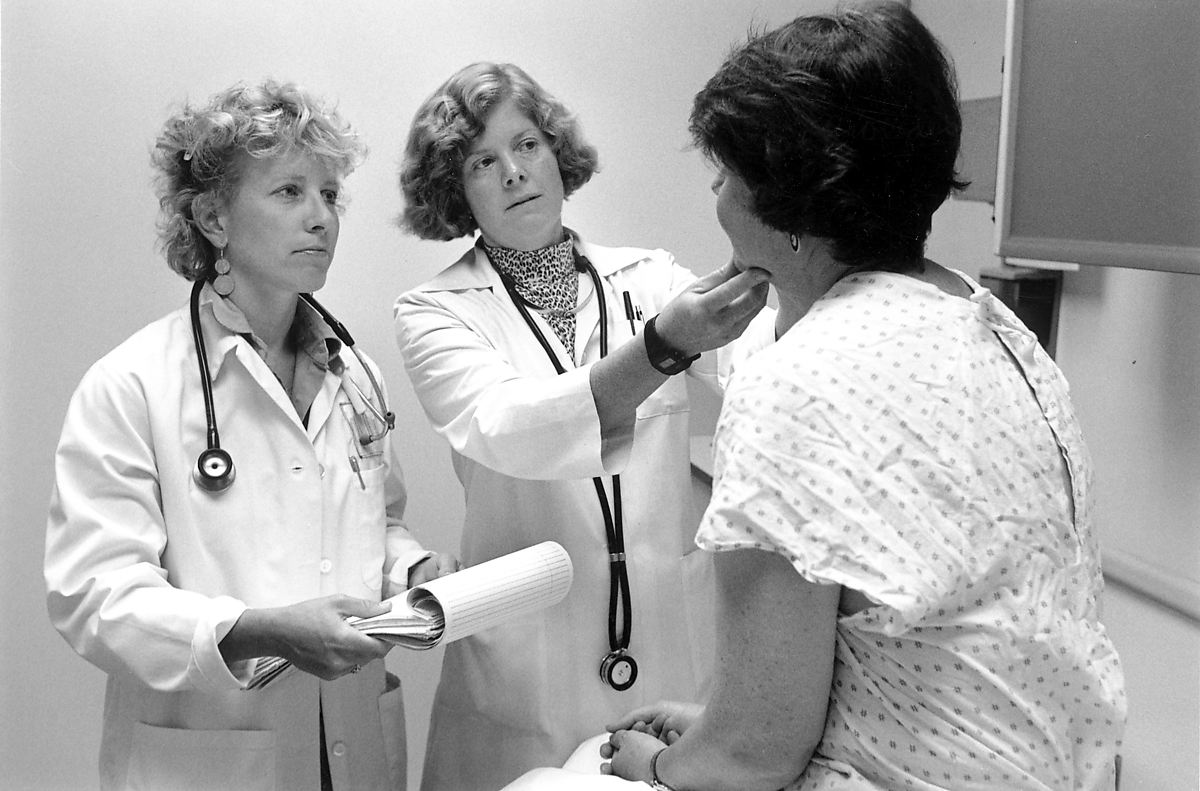

اتخاذ القرار الطبي المشترك، هو العملية التي يساهم فيها الطبيب والمريض في اتخاذ القرارات الطبية، والاتفاق على خطة العلاج. يشرح مقدمو الرعاية الصحية المعالجات مع كافة بدائلها للمرضى، ويساعدونهم في اختيار العلاج المناسب الذي يلائم معتقداتهم الثقافية والشخصية.
وضع نظام الرعاية الطبية التقليدي الأطباء في موقع السلطة، دون وجود أي دور فعّال للمرضى، واتبع من خلاله المرضى إرشادات أطبائهم من دون أن يشاركوا في وضع خطة العلاج.

## نبذة تاريخية
بدأ استخدم مصطلح اتخاذ القرار الطبي المشترك لأول مرة  في عام 1972، وذلك في تقرير عن أخلاقيات الطب كتبه روبرت فيتش، أُعيد استخدام المصطلح مرة أخرى في عام 1982 من قبل اللجنة الرئاسية التي أقيمت لدراسة المشاكل الأخلاقية في الطب والبحوث الطبية الحيوية والسلوكية، الأمر الذي أدى إلى زيادة اهتمام المرضى بالمشاركة، وفي الثمانينيات حدثت النقلة النوعية في هذا المجال، وأصبح المرضى أكثر مشاركة في صنع القرار الطبي من ذي قبل. على سبيل المثال، وجدت مراجعة لـ 155 دراسة سابقة تتعلق بمشاركة المرضى في اتخاذ القرار الطبي، أن غالبية المرضى فضلوا المشاركة في صنع القرار الطبي في50%  فقط من الدراسات المجراة قبل عام 2000، بينما ارتفعت النسبة إلى  71% من الدراسات بعد عام 2000.
يعتبرجاك وينبيرج أحد الداعمين المهمين لاتخاذ القرار الطبي بشكل مشترك. وبسبب استيائه من النمط المتبع في مجال الرعاية الصحية، يرى أن النظام التقليدي لا يعبر عن حاجة المريض ولا يناسب رغبته، ويعتبره نمطًا غير مجدٍ وغير مبررٍ. كانت إحدى الوسائل الرئيسية لتقليل اتباع هذا الأسلوب، هي إدراك أهمية التقديرات السليمة للنتائج المحتملة، و احترام القيم التي تتماشى مع تفضيلات المرضى. يسمح اتخاذ القرار المشترك بتحديد معدل استخدام الرعاية الصحية المناسب، وفقًا لرغبة المرضى ومبادئهم. اعتمد معهد دارتموث للسياسة الصحية والعمل السريري القرار المشترك عنصرًا أساسيًا في برنامج عمله.
وضع تشارلز مجموعة من الخصائص المتعلقة باتخاذ القرار المشترك وهي: يجب مشاركة شخصين على الأقل هما الطبيب والمريض، يتبادل كلا الطرفان المعلومات، ويتخذ كلاهما  خطوات للوصول إلى إجماع حول العلاج المفضل، ويعتبر ذلك بمثابة اتفاق لتنفيذ العلاج. تختلف الآراء بما يتعلق بالبند الأخير، ويعتبره البعض غير مقبول، إذ يحق لأحد الأطراف عدم الموافقة على الاتفاق النهائي، وهو نتيجة مقبولة عند تطبيق اتخاذ القرار الطبي المشترك.

## نماذج اتخاذ القرار المشترك

### النموذج الاختياري
وصف إليان مجموعة من الشروط لاتخاذ القرار المشترك، والتي تشمل الخطوات التالية: 1-تحديد المشكلة التي تتطلب قرارًا،2- وتصوير التوازن (بمعنى أنه من وجهة نظر سريرية لا يوجد مجال اختيار واسع بين الخيارات)، وعدم القدرة على اتخاذ قرار مؤكد لطريقة العلاج الأمثل، 3- ما يؤدي إلى تقديم معلومات حول  خصائص العلاج الأمثل، 4-ودعم عملية النقاش. بناءً على هذه الخطوات، طُوّر مقياس لتقييم مدى إشراك الأطباء للمرضى في صنع القرار (مقياس الاختيار)، وتُرجم إلى اللغة الهولندية والصينية والفرنسية والألمانية والإسبانية والإيطالية.

### نموذج الأحاديث الثلاثة
يقترح هذا النموذج ثلاث مراحل مختلفة من الحديث: الحديث الجماعي، الحديث عن الخيارات وحديث اتخاذ القرار. أولًا: يعمل الأطباء على إنشاء علاقة داعمة مع المريض أثناء تقديمهم الإجراءات البديلة أو الخيارات، وذلك بهدف تشكيل فريق مكون من المريض وعائلته معني باتخاذ القرار. ثانيًا: يقدم الطبيب الخيارات بطريقة واضحة، ويصف ويشرح احتمالات الفوائد، والأضرار المحتملة، وهذا هو حديث الخيارات. في المرحلة الأخيرة، يسأل المرضى عن تفضيلاتهم التي تلعب دورًا هامًا في بناء وتكامل حديث القرار تبنى وتتكامل مع حريث القرار، نُشر نموذج أقصر من مقياس الخيارت،  مبني على هذا النموذج، ومكون من 5 عناصر.

### النموذج المهني
تُقدم الرعاية ليس فقط من قبل الأفراد، بل من قبل فرق الرعاية الصحية المهنية، التي تشمل الممرضات، والأخصائيين الاجتماعيين، ومقدمي الرعاية الآخرين. تُشَارك قرارات المرضى المتعلقة بالرعاية الصحية مع العديد من المهنيين، سواء بشكل متزامن أو بشكل متتابع. يعتبر نموذج اتخاذ القرار المشترك بين المهنيين نظامًا معقدًا يتكون من إطار ثلاثي المستويات، وثنائي المحاور، مستوياته الثلاثة هي التأثيرات على المستوى الفردي، والتأثيرات على مستوى النظام أو المنظمة، والتأثيرات على النظام الأوسع أو المستوى الاجتماعي. تتضمن المحاور كلًا من المحور العمودي وهو عملية اتخاذ القرار المشترك، والمحور الأفقي وهو مختلف الأشخاص المعنيين باتخاذ القرار. بينما يتعامل واحد أو أكثر من الأخصائين مع عائلة المريض، يكون المريض جزءًا من عملية منظمة يتضمن شرح القرار، وتبادل المعلومات، ومعرفة القيم والتفضيلات، ومناقشة جدوى الخيارات، عن طريق وضع الخيار المفضل مقابل القرار المتخذ، وتخطيط وتنفيذ القرارات، ثم النتائج. بعد التحقق من صحة هذا النموذج في عام2011 ، اعتُمد العمل به في مجال إعادة التأهيل، ورعاية مرضى الخرف، والصحة العقلية، والعناية المركزة لحديثي الولادة، وكنيسة المستشفى، والبحوث التربوية، ومجالات أخرى.

### النموذج البيئي
يمكن معرفة صفات القرار الطبي المشترك، من خلال قياس مدى مشاركة المرضى. يشمل النموذج البيئي المبنى على أساس بحث أجراه ستريت، على أربعة مكونات رئيسية،  الأول هو البحث عن المعلومات، ويقاس بعدد الأسئلة المتعلقة بالصحة التي يسألها المريض، بالإضافة إلى عدد المرات التي يطلب فيها المريض من الطبيب التحقق من المعلومات (مثل مطالبة الطبيب بتكرار المعلومات، أو تلخيص ما قاله الطبيب لضمان الفهم السليم)، العنصر الثاني هو الكلام الحازم، على سبيل المثال، تقديم توصيات للأطباء، أو إبداء الرأي أو التفضيل أو التعبير عن عدم الموافقة، المكون الثالث هو توفير معلومات حول الأعراض، والقصة المرضية، والعوامل النفسية والاجتماعية، مع أو بدون طلب من الطبيب، المكون الأخير لمشاركة المريض هو التعبير عن عدم الارتياح، بما في ذلك الاستجابات العاطفية مثل القلق أو المشاعر السلبية. يمكن تحديد مدى المشاركة بناءً على عدد المرات التي يظهر فيها المريض هذه السلوكيات الأربعة.

## الفوائد
وجدت دراسة حديثة أن الأفراد الذين يشاركون في صنع القرار المشترك يشعرون بالأمان والاستقرار، ويلتزمون بخطة العلاج بشكل أفضل حتى الوصول إلى الشفاء التام، أظهر البحث أن اتخاذ القرار المشترك يؤدي إلى نوعية رعاية أكثر جودة، ويزيد ثقة المرضى بأنفسهم وبقدراتهم، ما يؤدي بدوره إلى نتائج صحية أفضل. عندما يشارك المريض أكثر في عملية صنع القرار، فإنه يزيد من سلوكيات التحكم بالذات. تنقسم سلوكيات التحكم بالذات إلى ثلاث فئات أساسية: السلوكيات الصحية (مثل التمارين الرياضية)، والسلوكيات الاستهلاكية (مثل قراءة مخاطر العلاج الجديد)، واستراتيجيات التعامل مع الأمراض. أكدت دراسة حديثة أجريت على مرضى السكري، زيادة التزام الفرد بسلوكيات الرعاية الذاتية في المنزل عند تذكره للمعلومات التي قدمها له الطبيب.
إن تزويد المرضى بمعلومات عن خطر الإصابة التاجية لديهم، قد يساعد في تحسين مستويات الكوليسترول في الدم. تُعزى هذه النتائج إلى تحسّن تقنيات التحكم الذاتي، استجابةً للنصائح الشخصية المقدمة من قبل الأطباء. بالإضافة إلى ذلك، تشير نتائج دراسة أخرى إلى أن استخدام حاسبة الخطر القلبي الوعائي، أدى إلى زيادة مشاركة المريض، ورضاه عن قرار العلاج وعن النتيجة، وتقليل الندم عند اتخاذ القرار.

## العقبات
يجد بعض المرضى أن المشاركة باتخاذ القرار الطبي ليس نهجًا أفضلًا للرعاية. وجدت دراسة نوعية أن العوائق التي تحول دون اتخاذ قرار طبي مشترك تشمل: رغبة المريض في تجنب المشاركة، بسبب اعتقاده بعدم تمكنه من السيطرة على الموقف، وعدم قدرة الطبيب على التواصل الودي مع المريض، والتعامل مع طبيب شديد الحزم، وواثق بنفسه بشكل مبالغ به، والعجز البنيوي العام في مجال الرعاية، ما يقلل من قدرة المريض على السيطرة على الوضع. علاوة على ذلك، قد تلعب العوامل الشخصية دورًا مهمًا بمقدار الراحة التي يشعرها المريض تجاه المشاركة في القرارات الطبية. على سبيل المثال، يفضل الأفراد الذين يعانون من القلق عدم المشاركة في اتخاذ القرارات الطبية.
توجد سلبيات محتملة عند مشاركة المرضى في اتخاذ القرارالطبي، قد يقدّم الأطباء أدلة غير مؤكدة أو غير معروفة حول مخاطر وفوائد العلاج المقرر من قبل المريض، ما يؤدي إلى تقليل الرضا عن هذا القرار. يؤكد منتقدو نموذج القرار الطبي المشترك أن الأطباء الذين يختارون عدم التشكيك أو تحدي فرضيات المرضى، يلحقون ضررًا طبيًا بهم، ولايرتقون لمستوى مهارة ومعرفة الأطباء. يمكن للأطباء الذين يشجعون مشاركة المريض أن يساعدوا المريض على اتخاذ قرار يتماشى مع قيمهم وتفضيلاتهم.